# Arctornis obrtusa
Arctornis obrtusa är en fjärilsart som beskrevs av Walker 1862. Arctornis obrtusa ingår i släktet Arctornis och familjen tofsspinnare. Inga underarter finns listade i Catalogue of Life.